# A Rebelião Dorr
A Rebelião Dorr (1841–1842) Foi uma tentativa de residentes da classe média para forçar uma democracia mais ampla no estado de Rhode Island nos EUA, onde uma pequena elite rural estava no controle do governo. Foi liderado por Thomas Wilson Dorr, que mobilizou os marginalizados para exigir mudanças nas regras eleitorais do estado. O estado ainda estava usando sua carta colonial de 1663 como constituição; Exigindo que os eleitores possuíssem terra. Uma regra legislativa posterior exigia que um homem fosse branco e possuísse US$ 134 em propriedades para votar.

## Antecedentes
Além do desrespeito de indivíduos, o estado era dominado por interesses rurais. Ele mantinha a representação na legislatura pelas cidades. Sob este sistema geográfico, as maiores populações das cidades estavam dramaticamente sub-representadas. O efeito na década de 1830 foi que as cidades industriais em rápido crescimento eram muito superadas em número na legislatura por representantes das cidades rurais, para o aborrecimento dos principais empresários e industriais das cidades. A legislatura estadual ficou em atraso em investimentos em infraestrutura e outras necessidades de áreas urbanizadas e, em geral, não respondeu às necessidades urbanas. Além disso, devido ao requisito de propriedade, poucos imigrantes ou trabalhadores das fábricas podiam votar, apesar de seus números crescentes no estado.
Em 1840, outros estados que receberam imigrantes tiveram um enorme aumento na participação, Mas a votação de Rhode Island continuou suprimida.
No início, as classes médias assumiram a liderança na busca de mudanças, incluindo o próprio Dorr. Ele trabalhou com a Rhode Island Sufrage Association. Mas o governo da Carta, controlado pelas elites rurais, repreendeu duramente. Durante seis semanas, em 1842, havia dois governos rivais. Os Dorrites, liderados pelo autoproclamado governador Dorr, retiraram-se da violência (depois que seu canhão falhou). Apenas uma pessoa morreu, um espectador morto por acidente.
O governo da Carta comprometeu-se. Ele escreveu uma nova constituição em 1843 que retiraram o requisito de propriedade para os homens nascidos nos Estados Unidos, mas manteve-o para cidadãos estrangeiros, e distribuiu mais assentos na legislatura para as cidades. Isso satisfez os protestantes nativos.
O governo estadual teve a vantagem; O governo nacional se recusou a intervir, e os democratas em outros estados deram a Dorr apenas um encorajamento verbal. Sua causa era impossível - ele e cinco tenentes foram condenados à prisão perpétua. Eles foram perdoados pelo governador do estado em 1845 depois que a agitação política terminou. Mas o estado não retirou as qualificações de propriedade para os eleitores imigrantes até 1888, em um momento de crescente imigração .
Nas eleições presidenciais de 1844 seguindo a Rebelião Dorr e as mudanças nos requisitos dos eleitores, cerca de 12.296 votos foram feitos em Rhode Island, um aumento significativo do elenco de 8.621 em 1840.

## Precursores e causas
Sob a carta colonial de Rhode Island, originalmente recebida em 1663, apenas os homens proprietários de terras podiam votar. Na época, a maioria dos cidadãos das colônias eram agricultores e possuíam terras, e essa qualificação era considerada bastante democrática. Na década de 1840, o estado exigia em propriedades terciária de pelo menos US $134 para votar.
À medida que a Revolução Industrial alcançou a América do Norte e muitas pessoas deixaram as fazendas para as cidades, um grande número de pessoas não conseguiam cumprir o requisito mínimo de propriedade para votar. Em 1829, 60% dos homens brancos livres do estado não podiam votar (as mulheres e a maioria dos homens não-brancos eram proibidos de votar). Muitos dos marginalizados eram imigrantes católicos irlandeses recém-chegados ou outros católicos romanos que viviam e trabalhavam nas cidades em empregos assalariados.
Alguns  argumentaram que um eleitorado composto por apenas 40% dos homens brancos do estado, e baseado em uma carta colonial assinada pelo monarca britânico, não era republicano e violava a Cláusula de Garantia da Constituição dos Estados Unidos, art. IV: Sec. 4 ("Os Estados Unidos devem garantir a todos os Estados nesta União uma forma republicana de governo [...]").
Antes da década de 1840, os ativistas fizeram várias tentativas de substituir a carta colonial por uma nova constituição estadual que proporcionava direitos de voto mais amplos, mas todos falharam. O Estado não tinha um procedimento para alterar a Carta. A Assembleia Geral de Rhode Island, dominada por donos de terras rurais, não conseguiu liberalizar a constituição, estendendo a franquia, promulgando uma declaração de direitos, ou reafirmando a legislatura com base em mudanças demográficas à medida que as cidades adquiriram populações muito maiores. Em 1841, a maioria dos estados dos Estados Unidos havia removido os requisitos de propriedade e outras restrições à votação (ver democracia Jacksoniana). Rhode Island foi quase o único estado que caiu significativamente abaixo do sufrágio masculino universal.

## Rebelião
Em 1841, os apoiantes do sufrágio liderados por Dorr desistiram das tentativas de mudar o sistema de dentro. Em outubro, realizaram uma Convenção Popular extralegal e elaboraram uma nova constituição que concedeu a votação a todos os homens brancos com um ano de residência. Dorr tinha apoiado originalmente a concessão de direitos de voto aos negros, mas ele mudou sua posição em 1840 devido à pressão de imigrantes brancos, que queriam ganhar o direito ao voto antes. Ao mesmo tempo, a Assembleia Geral do Estado formou uma convenção rival e redigiu a Constituição dos homens livres, com algumas concessões às demandas democráticas.
No final desse ano, as duas constituições foram votadas, e a Constituição dos homens livre foi derrotada na legislatura, em grande parte por partidários de Dorr, enquanto a versão da Convenção do Povo foi esmagadoramente apoiada em um referendo em dezembro. Grande parte do apoio à constituição da Convenção Popular foi dos eleitores recém-elegíveis, mas Dorr afirmou que a maioria dos elegíveis sob a antiga constituição também o havia apoiado, tornando-o legal.
No início de 1842, ambos os grupos organizaram eleições próprias, levando em abril as seleções de Dorr e Samuel Ward King como governador de Rhode Island. King não mostrou sinais de introduzir a nova constituição; Quando os assuntos chegaram à tona, ele declarou a lei marcial. Em 4 de maio, a legislatura estadual solicitou o envio de tropas federais para suprimir as "assembleias sem lei". O presidente John Tyler enviou um observador e decidiu não enviar soldados porque "o perigo da violência doméstica diminui a cada hora". No entanto, Tyler citou a Constituição dos EUA e acrescentou que
Se for feita resistência à execução das leis de Rhode-Island, com tanta força que a paz civil não será capaz de superar, será dever deste governo fazer cumprir a garantia constitucional - uma garantia dada e adotada mutuamente por todos Os Estados originais.

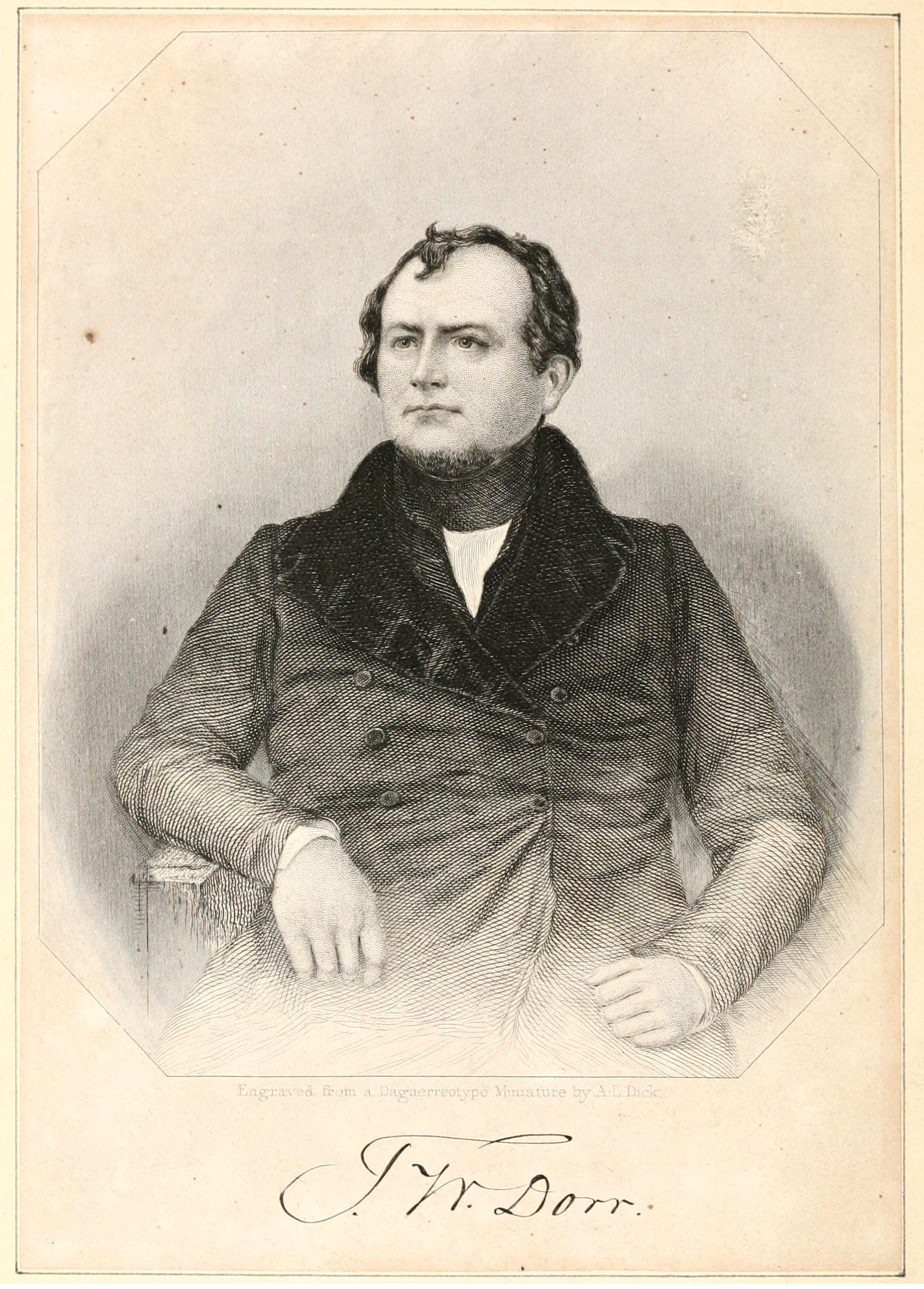
Thomas W. Dorr na capa de um livro de 1844

A maioria dos milicianos estaduais eram irlandeses recém-emancipados pelo referendo Dorr; Eles o apoiaram. Os irlandeses que desempenharam um papel crescente na política democrática em outros estados, como Tammany Hall, na cidade de Nova York, deram a Dorr seu apoio verbal, mas não enviaram dinheiro ou homens para ajudar.
Os "Dorrites" lideraram um ataque infrutífero contra o arsenal em Providence, Rhode Island, em 19 de maio de 1842. Os defensores do arsenal no lado "Charterite" (aqueles que apoiaram a carta original) incluíam o pai de Dorr, Sullivan Dorr e seu tio Crawford Allen . Na época, esses homens possuíam o Bernon Mill Village em Woonsocket, Rhode Island. Além disso, entre os defensores da Providência estavam muitos homens negros que apoiaram Dorr antes de deixá-los de seu apelo ao sufrágio. O canhão de Dorr não disparou, ninguém se feriu, e seu exército recuou em desordem.
Após sua derrota, Dorr fugiu para Nova York e retornou no final de junho de 1842 com apoiantes armados e reuniu suas forças no Acote's Hill em Chepachet, onde eles esperavam reconvocar a Convenção do Povo. O governador King chamou a milícia do estado que marchou em Chepachet para enfrentar as forças de Dorrite.
As forças da carta patente foram enviadas para Woonsocket para defender a aldeia e cortar o retiro das forças de Dorrite. As Charterites fortificaram uma casa em preparação para um ataque, mas ele nunca ocorreu.
Dorr dissolveu suas forças, percebendo que ele seria derrotado em batalha pela milícia que se aproximava e fugiu do estado. O governador King emitiu um mandado para a prisão de Dorr com uma recompensa de US $ 5,000.

## Consequências
Os Charterites finalmente foram convencidos da força da causa do sufrágio e chamaram outra convenção. Em setembro de 1842, uma sessão da Assembleia Geral de Rhode Island reuniu-se em Newport, Rhode Island e enquadrou uma nova constituição estadual que foi ratificada pelo antigo eleitorado limitado, foi proclamada pelo Governador King em 23 de janeiro de 1843 e entrou em vigor em maio . A nova constituição liberalizou grandemente os requisitos de votação, estendendo o sufrágio a qualquer adulto adulto nascido, independentemente da raça, que poderia pagar um imposto de inscrição de US $ 1 o que iria apoiar escolas públicas no estado. A constituição manteve o requisito de propriedade para os cidadãos não nativos e os membros da tribo indígena Narragansett foram proibídos de votarem.
Na próxima eleição presidencial realizada após a Rebelião de Dorr em 1844, 12.296 votos foram emitidos, um aumento significativo do elenco de 8.621 em 1840.
Em Lutero v. Borden (1849), o Supremo Tribunal dos Estados Unidos considerou que o direito constitucional de mudar os governos era inquestionável, mas que o Supremo Tribunal não tinha autoridade para interferir porque a garantia constitucional de uma "forma de governo republicana" era uma questão política melhor deixada para os outros ramos do governo federal.  Esta decisão diminuiu o problema, mas seu efeito prático foi deixar os Dorrites no frio e defender seus oponentes como o verdadeiro governo de Rhode Island.

## Destino de Dorr

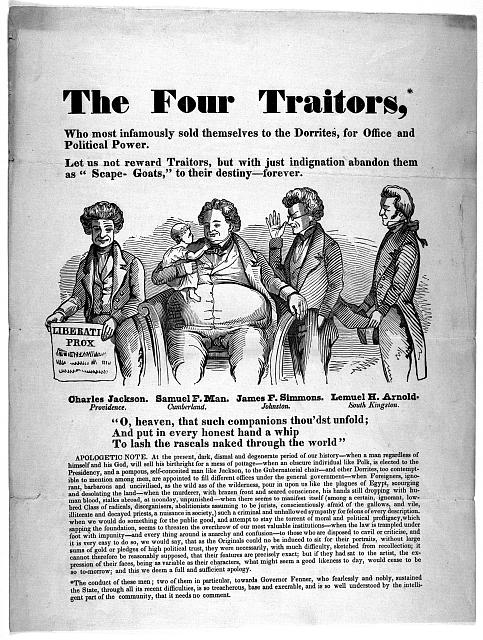
Um papel denunciando políticos de Whig que trabalharam com democratas para garantir a liberdade de Dorr em 1845

Dorr retornou em 1843, foi considerado culpado de traição contra o estado e foi condenado em 1844 a confinamento solitário e trabalho árduo por toda a vida. A dureza da sentença foi amplamente condenada, e Dorr foi libertado em 1845, sua saúde agora quebrada. Seus direitos civis foram restaurados em 1851. Em 1854, o julgamento judicial contra ele foi anulado. Ele morreu mais tarde naquele ano.

## Interpretações
Os historiadores há muito discutiram o significado e a natureza da rebelião.
Mowry (1901) retratou os Dorrites como idealistas irresponsáveis que ignoraram a necessidade de estabilidade e ordem do estado. Gettleman (1973) saudou como uma tentativa adiantada da classe trabalhadora de derrubar um governo elitista. Dennison (1976) viu isso como uma expressão legítima do republicanismo nos Estados Unidos, mas concluiu que a política mudou pouco para os nativos de Rhode Island depois de 1842 porque os mesmos grupos de elite governaram o estado.
No entanto, em 1854, o Tribunal Supremo de Rhode Island escreveu: "A união de todos os poderes do governo nas mesmas mãos é apenas a definição de despotismo". Assim, o mesmo tribunal que condenou Dorr de traição contra a carta patente em 1844 decidiu dez anos depois que a carta patente havia autorizado indevidamente uma forma de governo despótica, não republicana e não-americana (Dennison, p. 196). Coleman (1963) explorou a complexa coalizão que apoiou Dorr, com a mudança da estrutura econômica do estado em mente, observando que as classes médias, os agricultores pobres e os industriais principalmente abandonados após a Constituição de 1843 cederam às suas demandas. Os trabalhadores das fábricas permaneceram, mas eram muito poucos e muito mal organizados para fazer algo. Ele encontra Seth Luther para ser um dos poucos membros da classe trabalhadora.
A timidez dos Dorrites em 1842, conclui Coleman, foi um reflexo de sua frágil coalizão. Olhando para o próprio Dorr, Coleman (1976) argumentou: "Em vários momentos cruciais, os sufragistas foram oferecidos, mas rejeitados, todas as reformas que eles pediram. Na verdade, a constituição que foram oferecidos até foi além de suas demandas. Mas Dorr não faria parte; o processo de formulação era falho. Não era conforme ao seu conceito de soberania popular. O compromisso estava fora de questão. O princípio tornou-se tudo. Dorr tinha fome pela reivindicação de princípio. Ele estava decidido a levar seus partidários para o martírio ".